# Oluf Friis
Oluf Friis (født 20. marts 1894, død 	27. august 1979) var en dansk litteraturhistoriker.
Han var professor ved Københavns Universitet.
Friis udgav i 1967 et mindre jubilæumsskrift om Johannes V. Jesens latinskoleår 1890-93. Dette blev udgivet af Centralbiblioteket for Viborg Amt i anledning af bibliotekets 50 års jubilæum 1. november 1967 og det blev trykt i 400 ekspl. hvoraf 200 var nummerede.
I 1974 udgav Friis to-bindsværket Den unge Johannes V. Jensen om Johannes V. Jensen og hans værker indtil 1902.